# تیان شی‌وی
تیان شی‌وِی (چینی: 田曦薇; پین‌یین: Tián Xīwēi؛ زادهٔ ۱۴ اکتبر ۱۹۹۷) بازیگر اهل چین است. او به خاطر ایفای نقش در مجموعه تلویزیونی شروع زندگی جدید (۲۰۲۲) به شهرت رسید.

## فیلم‌شناسی

### مجموعه تلویزیونی
| سال  | عنوان                          | عنوان              | نقش                                 | منابع  |
| سال  | فارسی                          | چینی               | نقش                                 | منابع  |
| ---- | ------------------------------ | ------------------ | ----------------------------------- | ------ |
| ۲۰۱۸ | Waiting for You in a Long Time | 在悠长的时光里等你 | لو شی                               | [ ۱ ]  |
| ۲۰۱۹ | دوست واقعی من                  | 我的真朋友         | شی شان                              |        |
| ۲۰۲۰ | سرود افتخار                    | 锦绣长歌           | لو وان                              | [ ۲ ]  |
| ۲۰۲۰ | Lovely Us                      | 如此可爱的我们     | هوانگ چنگ‌زی                         | [ ۱ ]  |
| ۲۰۲۱ | گربهٔ من باش                    | 我的宠物少将军     | سو شیائوهه / شیائو بوهه / چینگ زی‌یو | [ ۳ ]  |
| ۲۰۲۱ | پسر سرنوشت من                  | 我的邻居长不大     | لی تیان                             | [ ۴ ]  |
| ۲۰۲۲ | خانم کوپید عاشق                | 姻缘大人请留步     | شانگ‌گوان یا / شیائو یا              |        |
| ۲۰۲۲ | تابستان گوا                    | 张卫国的夏天       | یو چیان                             |        |
| ۲۰۲۲ | شروع زندگی جدید                | 卿卿日常           | لی وی                               | [ ۵ ]  |
| ۲۰۲۲ | اولین عشق                      | 初次爱你           | لو وان‌وان                           | [ ۶ ]  |
| ۲۰۲۳ | تخت روان اشتباه، داماد درست    | 花轿喜事           | لی یوهو                             | [ ۱ ]  |
| ۲۰۲۳ | عاشقانه‌ای در مزرعه             | 田耕纪             | لیان مانر                           | [ ۷ ]  |
| ۲۰۲۴ | نگهبانان دافنگ                 | 大奉打更人         | لین آن                              | [ ۸ ]  |
| ۲۰۲۴ | در میان                        | 半熟男女           | هه ژی‌نان                            | [ ۹ ]  |
| ن/م  | Moonlit Reunion                | 子夜归             | وو ژن                               | [ ۱۰ ] |
| ن/م  | Di Zhi Shang Fan Zui           | 低智商犯罪         | لی چیان                             |        |
| ن/م  | Chasing Jade                   | 逐玉               | فن چانگ‌یو                           |        |